# Синельников, Михаил Ильич
Михаил Ильич Синельников (1913, Камышинский уезд, Саратовская губерния — 22 апреля 1942, Изюмский район, Харьковская область) — старший сержант Рабоче-крестьянской Красной Армии, участник Великой Отечественной войны, Герой Советского Союза (1942).

## Биография
Михаил Синельников родился в 1913 году в селе Литвиново. После окончания четырёх классов школы работал в колхозе. В 1935—1937 годах проходил службу в Рабоче-крестьянской Красной Армии. В августе 1941 года Синельников повторно был призван в армию. С ноября того же года — на фронтах Великой Отечественной войны. К апрелю 1942 года старший сержант Михаил Синельников был начальником радиостанции отдельного батальона связи 78-й стрелковой бригады 9-й армии Южного фронта. Отличился во время освобождения Харьковской области Украинской ССР.
20 апреля 1942 года Синельников и красноармеец Ефим Тягушев в составе стрелковой роты захватили высоту 158,6 у села Долгенькое Изюмского района и окопались на ней. Противник предпринял ряд контратак, но все они были отбиты. В ночь с 21 на 22 апреля в критический момент боя Синельников вызвал огонь на себя, погибнув при этом. Похоронен в селе Маяки Славянского района Донецкой области Украины.
Указом Президиума Верховного Совета СССР «О присвоении звания Героя Советского Союза начальствующего и рядового состава Красной Армии» от 13 декабря 1942 года за «образцовое выполнение боевых заданий командования на фронте борьбы с немецкими захватчиками и проявленные при этом отвагу и геройство» удостоен посмертно высокого звания Героя Советского Союза. Также посмертно был награждён орденом Ленина.

## Память
Именем М. И. Синельникова названа школа; в Литвиново 9 мая 1968 года ему установлен памятник. В 1980-е годы памятник перенесён в с. Крячки, реконструирован в 2015 году.